# Noël Sicart
Pour les articles homonymes, voir Sicart.
Pas d'image ? Cliquez ici

a Compétitions nationales et continentales officielles uniquement.

b Matchs officiels uniquement.
Dernière mise à jour le 17 mai 2025.
Noël Sicart, né le 25 décembre 1899 à Perpignan (France) et mort le 7 avril 1994 à Avignon (France), est un joueur international français de rugby à XV.
Durant sa carrière, il joue avec l'AS Perpignan puis l'US Perpignan aux postes de troisième ligne aile et troisième ligne centre. 

## Biographie
Noël Sicart naît le 25 décembre 1899 à Perpignan,.

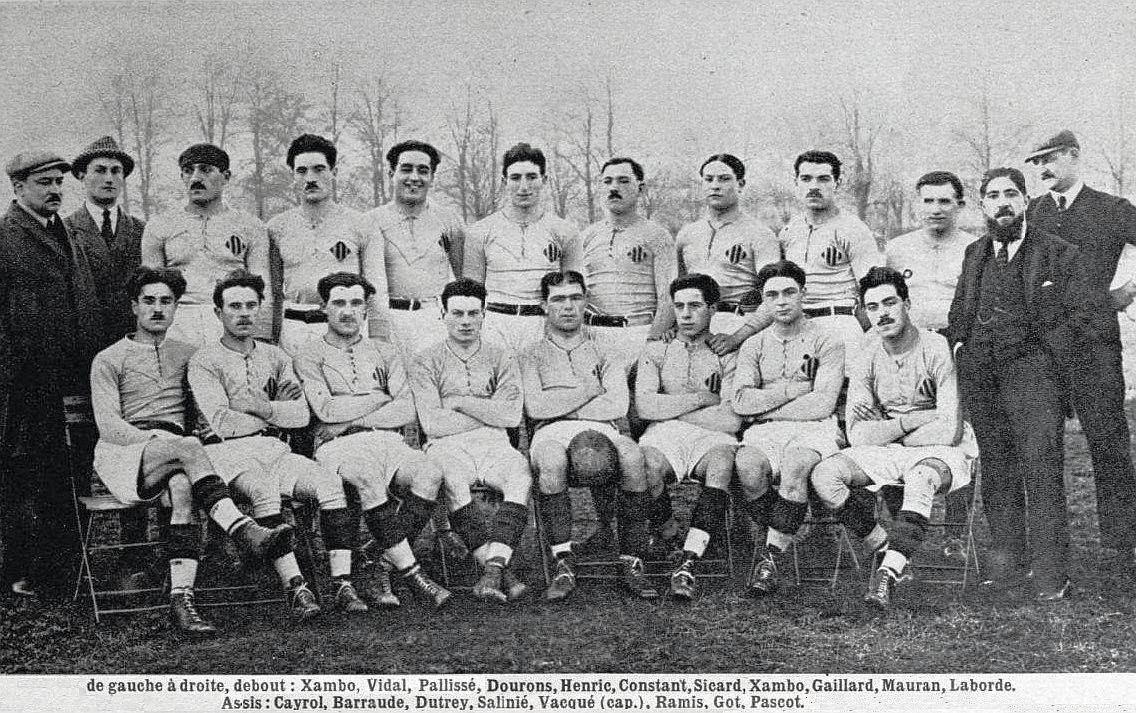
L'équipe de l'US Perpignan en mars 1921. Noël Sicart est le septième debout en partant de la gauche.

En 1921, jouant au club de rugby à XV de l'US Perpignan, avant la finale du Championnat de France contre le Stade toulousain, avec ses coéquipiers ils reçoivent une lettre de soutien du conseiller municipal de Perpignan Jean Payra. Son équipe gagne la finale 5 à 0,. En mai 1921, en sa qualité de championnat de France en titre, Perpignan participe à la coupe du Petit-Journal, en jouant un match contre l'équipe de France. Perpignan s’incline 14 à 8.
En novembre 1921, il est convoqué pour des matchs de sélection à Limoges en vue d'intégrer l'équipe de France. Après une blessure au genou de Jean Boubée, il est envisagé, avec François Cahuc pour le remplacer pour le match du 2 janvier 1922 contre l'équipe d'Écosse, dans le cadre du Tournoi des Cinq Nations. Finalement, Cahuc est titularisé,. Le mois suivant, il est sélectionné comme remplaçant en février 1922 pour un match contre l'équipe d'Angleterre. Il est de nouveau retenu en sélection nationale, cette fois-ci comme titulaire, en avril 1922 pour un match contre l'équipe d'Irlande. Il se rend avec ses coéquipiers en avion à Dublin.
Le 25 novembre 1923, il participe à un match de sélection à Toulouse. Son équipe, s'impose 17 à 13. Bien que considéré comme un des meilleurs sur le terrain, il n'est pas sélectionné avec l'équipe de France. Il est cependant sélectionné dans l'équipe du reste pour un match à Pau le 9 décembre 1923. Il participe donc au match contre l'équipe de France au stade de la Croix du Prince, le 9 décembre 1923. Son équipe s'impose 12 à 0, mais il n'est pas sélectionné pour autant en équipe de France. En quart de finale du Championnat de France 1923-1924, il inscrit un essai face à l'Aviron bayonnais, participant à la victoire de son équipe. Finaliste du même championnat contre le Stade toulousain, il est considéré comme l'un des meilleurs joueurs de la partie malgré la défaite des siens.
Il récidive l'expérience des matchs de sélection, postulant pour le statut d'international, le 7 décembre 1924,. Il est sélectionné par la commission de sélection, à Béziers pour un nouveau match de sélection le même mois en vue du match contre l'Irlande en janvier 1925,. En février 1925, il est convoqué d'urgence pour un match contre l'équipe du pays de Galles mais il ne joue pas. Cette même saison, il est titulaire lors de la finale du Championnat de France de 1924-1925, où il est considéré comme l'un des meilleurs joueurs durant le succès de son équipe,.
Non présent lors de la finale du Championnat de France 1926 pour cause d'opération d'une péritonite, l'écrivain Noël Alteze écrit, que la défaite provient entre autres de « L'absence d'un homme de la trempe de Noël Sicart »,,.
Blessé en début de saison 1928-1929, puis de nouveau face à l'AS Béziers, il ne peut plus assumer la fonction de capitaine, fonction alors transmise à Roger Ramis.
Après avoir porté le titre de capitaine de l'US Perpignan, il part vivre au Maroc en 1931. Il ne semble pas avoir arrêté sa carrière sportive à cette date.
Il meurt le 7 avril 1994 à Avignon à 94 ans,.

## Statistiques en équipe nationale
Noël Sicart compte une cape avec l'équipe de France, le 18 avril 1922 contre l'équipe du pays d'Irlande lors du Tournoi des Cinq Nations 1922.
Bien que sélectionné pour les rencontres de ce même Tournoi des Cinq Nations contre l'Angleterre et l'Écosse, il ne rentre pas sur le terrain.
| Année | Compétition              | Matchs | Points | Essais |
| ----- | ------------------------ | ------ | ------ | ------ |
| 1922  | Tournoi des Cinq Nations | 1      | -      | -      |
| Total | Total                    | 1      | 0      | 0      |

## Palmarès
- Vainqueur du Championnat du Languedoc en 1917 avec le SO Perpignan[29].
- Vainqueur du Championnat de France réserves avec l'US Perpignan (équipe 3)[30].
- Vainqueur du Championnat de France en 1921 et 1925 avec l'US Perpignan.
- Finaliste de la Coupe du « Petit-Journal » en 1921 avec l'US Perpignan[7]
- Finaliste du Championnat de France en 1924 avec l'US Perpignan.